# Gnathotrusia fallax
Gnathotrusia fallax är en fjärilsart som beskrevs av Otto Staudinger 1885. Gnathotrusia fallax ingår i släktet Gnathotrusia och familjen praktfjärilar. Inga underarter finns listade i Catalogue of Life.